# Wim Leo
Wim Leo (Lennik, 28 oktober 1971) is een Belgisch componist, muziekpedagoog, arrangeur, slagwerker en fotograaf.

## Levensloop
Leo kreeg zijn eerste lessen aan de muziekacademie "Peter Benoit" in Lennik in 1983. Hij studeerde van 1989 tot 1995 compositie en slagwerk aan het Lemmensinstituut in Leuven en behaalde aldaar zijn Master of Music. Tot zijn docenten behoorden Wim Hendrickx, Marc Jolie (compositie) en Marc Snackaert (slagwerk en didactiek). Hij werd docent voor slagwerk, algemene muzikale vorming, muziekcultuur, samenspel en instrumentaal ensemble aan de academies van Vilvoorde en Lennik. 

De freelance slagwerker speelde in diverse orkesten en ensembles mee, zoals het Orkest van de Koninklijke Muntschouwburg, het Orkest van de Vlaamse Opera, Brassband Willebroek en de Brass Band Midden-Brabant.
Als componist schreef hij werken voor slagwerkensemble, kamermuziek en pedagogische werken.

Als zijproject vervolmaakte hij zich in het motorrijden en werd rij-instructeur voor ao Motoren en Toerisme. Daaruit groeide zijn passie voor de fotografie. 
Daarnaast richtte hij een eigen bedrijf (Willem De Leeuw) voor kunstfotografie en "iphoneografie" op. In 2018 werd hij Lumix ambassadeur. 
Hij is gehuwd met Sileny Han en heeft twee zonen, Alexander en Sebastian.  

## Composities

### Kamermuziek
- It's A Funky 1, voor vibrafoon en piano

### Werken voor slagwerk
- Big-Bang, voor slagwerkensemble
- Butterfly, voor marimba
- Chain Reaction, voor slagwerkensemble
- Close, voor marimba
- In Team, voor slagwerkensemble
- Jama, voor slagwerkensemble[1]
- Mesonera, voor slagwerkensemble
- Soulmates, voor marimba
- Vilvordian Citydrum
- Walking on the Moon, voor slagwerkensemble
- Xxix, voor slagwerk en bandrecorder